# Рудівська сільська рада (Прилуцький район)
Ру́дівська сільська́ ра́да — адміністративно-територіальна одиниця та орган місцевого самоврядування у Прилуцькому районі Чернігівської області. Адміністративний центр — село Рудівка.

## Загальні відомості
Рудівська сільська рада утворена у 1920 році.
- Територія ради: 71,18 км²
- Населення ради: 926 осіб (станом на 2001 рік)

## Населені пункти
Сільській раді підпорядковані населені пункти:
- с. Рудівка

## Склад ради
Рада складається з 14 депутатів та голови.
- Голова ради: Пашук Ніна Миколаївна
- Секретар ради: Ілляшенко Віра Миколаївна

### Керівний склад попередніх скликань
| Прізвище, ім'я, по батькові | Основні відомості                                                                    | Дата обрання | Дата звільнення |
| --------------------------- | ------------------------------------------------------------------------------------ | ------------ | --------------- |
| Пашук Ніна Миколаївна       | Сільський голова, 1963 року народження, освіта вища                                  | 26.03.2006   | 31.10.2010      |
| Пашук Ніна Миколаївна       | Сільський голова, 1963 року народження, освіта вища, Політична партія 'Наша Україна' | 31.10.2010   |                 |

Примітка: таблиця складена за даними сайту Верховної Ради України

### Депутати
За результатами місцевих виборів 2010 року депутатами ради стали:

#### За суб'єктами висування
| Суб'єкт висування            | Кількість обраних депутатів | %    |
| ---------------------------- | --------------------------- | ---- |
| Самовисування                | 12                          | 85,7 |
| Соціалістична партія України | 2                           | 14,3 |

#### За округами
| № округу                     | Прізвище, ім'я, по батькові     | Дата визнання обраним | Освіта             | Партійна приналежність | Відомості про обраного депутата             |
| ---------------------------- | ------------------------------- | --------------------- | ------------------ | ---------------------- | ------------------------------------------- |
| Соціалістична партія України |                                 |                       |                    |                        |                                             |
| 11                           | Гемба Надія Григорівна          | 01.11.2010            | середня спеціальна | позапартійна           | пенсіонер                                   |
| 13                           | Ілляшенко Віра Миколаївна       | 01.11.2010            | середня спеціальна | позапартійна           | Рудівська сільська рада, секретар           |
| Самовисування                |                                 |                       |                    |                        |                                             |
| 1                            | Джевага Тетяна Миколаївна       | 09.11.2011            | середня спеціальна | позапартійна           | тимчасово не працює                         |
| 2                            | Шевченко Віра Василівна         | 01.11.2010            | середня спеціальна | позапартійна           | Канівське СТ, завідувачка магазину          |
| 3                            | Вернигор Катерина Миколаївна    | 01.11.2010            | середня            | позапартійна           | Ощадбанк № 221/038, контролер касир         |
| 4                            | Мартиненко Олена Анатоліївна    | 01.11.2010            | середня            | позапартійна           | Територіальний центр, соціальний працівник  |
| 5                            | Рубан Володимир Володимирович   | 01.11.2010            | вища               | позапартійний          | пенсіонер                                   |
| 6                            | Жебровський Юрій Франикович     | 01.11.2010            | вища               | позапартійний          | тимчасово не працює                         |
| 7                            | Дем'яненко Людмила Василівна    | 01.11.2010            | середня            | позапартійна           | Рудівська ЛА, молодша медична сестра        |
| 8                            | Караєв Володимир Русланович     | 01.11.2010            | середня            | позапартійний          | тимчасово не працює                         |
| 9                            | Виливок Тамара Миколаївна       | 01.11.2010            | середня спеціальна | позапартійна           | Рудівська сільська рада, головний бухгалтер |
| 10                           | Бабак Ірина Іванівна            | 01.11.2010            | середня            | позапартійна           | тимчасово не працює                         |
| 12                           | Полажинець Валентина Миколаївна | 01.11.2010            | середня спеціальна | позапартійна           | Крок Укрзалізбуд, повар                     |
| 14                           | Шматко Василь Васильович        | 01.11.2010            | середня спеціальна | позапартійний          | Рудівський ДВМ, завідувач                   |